# 天宝导航
天宝导航（Trimble Navigation, Ltd）是美国一家从事测绘技术开发和应用的高科技公司，主要生产GPS相关产品，拥有超过512项的已注册GPS专利。

## 历史
2000年收购了瑞典的光谱精仪（捷创力）公司，提升了天宝公司在激光产品和全站仪等光学产品方面的技术水平。2003年7月又收购了加拿大Applanix公司，成功进入惯性导航/GPS结合技术领域。
2012年4月，天宝导航有限公司向谷歌收购了谷歌旗下3D绘图软件Sketchup。